# Macrotylus
Macrotylus is een geslacht van wantsen uit de familie blindwantsen. Het geslacht werd voor het eerst wetenschappelijk beschreven door Fieber in 1858 .

## Soorten
Het genus bevat de volgende soorten:

- Macrotylus amoenus Reuter, 1909
- Macrotylus dorsalis Van Duzee, 1916
- Macrotylus essigi Van Duzee, 1916
- Macrotylus geminus Knight, 1925
- Macrotylus henryi Salas & Schuh, 2018
- Macrotylus infuscatus Van Duzee, 1916
- Macrotylus intermedius Van Duzee, 1917
- Macrotylus lineolatus Uhler, 1894
- Macrotylus multipunctatus Van Duzee, 1916
- Macrotylus polymonii Knight, 1932
- Macrotylus regalis Uhler, 1890
- Macrotylus salviae Knight, 1968
- Macrotylus sexguttatus Provancher, 1887
- Macrotylus shelabenae Schwartz & Scudder, 2003
- Macrotylus tristis Uhler, 1890
- Macrotylus vanduzeei Knight, 1932

Subgenus Alloeonycha Reuter, 1904
- Macrotylus ancyranus Seidenstucker, 1969
- Macrotylus atricapillus (Scott, 1872)
- Macrotylus attenuatus Jakovlev, 1882
- Macrotylus bicolor (Fieber, 1861)
- Macrotylus bipunctatus Reuter, 1879
- Macrotylus brevirostris (Wagner, 1971)
- Macrotylus colon Reuter, 1880
- Macrotylus dahukanus Linnavuori, 1988
- Macrotylus dentifer Wagner, 1969
- Macrotylus dimidiatus Jakovlev, 1889
- Macrotylus elevatus (Fieber, 1858)
- Macrotylus fuentei Horváth, 1898
- Macrotylus geniculatus Reuter, 1899
- Macrotylus horvathi (Reuter, 1876)
- Macrotylus hymenocratii V.G. Putshkov, 1974
- Macrotylus josephinae J. Ribes, 1978
- Macrotylus minor Wagner, 1975
- Macrotylus mundulus (Stål, 1858)
- Macrotylus nasutus Wagner, 1959
- Macrotylus nigricornis Fieber, 1864
- Macrotylus paykullii (Fallén, 1807)
- Macrotylus ribesi Carapezza, 1994
- Macrotylus solitarius (Meyer-Dür, 1843)
- Macrotylus spergulariae Lindberg, 1953
- Macrotylus subattenuatus Konstantinov, 2008
- Macrotylus weberi Wagner, 1976
- Macrotylus zinovievi Kerzhner, 1984

Subgenus Macrotylus Fieber, 1858
- Macrotylus anahtaris Seidenstücker, 1959
- Macrotylus ancoratus Seidenstücker, 1959
- Macrotylus antennalis Horváth, 1906
- Macrotylus bernadettae Matocq, 1995
- Macrotylus cruciatus (R.F. Sahlberg, 1848)
- Macrotylus ehannoi Matocq, 1996
- Macrotylus galatinus Seidenstücker, 1968
- Macrotylus gravesteini Wagner, 1966
- Macrotylus hamatus Seidenstücker, 1963
- Macrotylus herrichi (Reuter, 1873)
- Macrotylus jordii Streito, 2011
- Macrotylus lindbergi Wagner, 1953
- Macrotylus longulus Poppius, 1912
- Macrotylus mactensis Wagner, 1968
- Macrotylus perdictus Kiritshenko, 1938
- Macrotylus phlomidis Rieger, 1984
- Macrotylus quadrilineatus (Schrank, 1785)
- Macrotylus scutellaris Wagner, 1966
- Macrotylus seidenstueckeri Wagner, 1954
- Macrotylus soosi Josifov, 1962
- Macrotylus syriacus Wagner, 1963
- Macrotylus talhouki Wagner, 1976
- Macrotylus tamerus Wagner, 1975

Subgenus Pontodemus Wagner, 1969
- Macrotylus ponticus Seidenstücker, 1967